# VCD Athletic FC
VCD Athletic FC (celým názvem: Vickers, Crayford & Dartford Athletic Football Club) je anglický fotbalový klub, který sídlí v jihovýchodním Londýně. Založen byl v roce 1916. Od sezóny 2018/19 hraje v Isthmian League South East Division (8. nejvyšší soutěž). Klubové barvy jsou zelená a bílá.
Své domácí zápasy odehrává na stadionu The Oakwood s kapacitou 1 180 diváků.

## Úspěchy v domácích pohárech
Zdroj: 
- FA Cup
  - 2. předkolo: 2002/03, 2008/09, 2011/12, 2014/15, 2016/17
- FA Trophy
  - 2. předkolo: 2015/16
- FA Vase
  - 5. kolo: 2005/06, 2006/07

## Umístění v jednotlivých sezonách
Stručný přehled
Zdroj: 
- 1997–1998: Kent Football League (Division One)
- 1998–2009: Kent Football League (Premier Division)
- 2009–2010: Isthmian League (Division One North)
- 2010–2013: Kent Football League (Premier Division)
- 2013–2014: Isthmian League (Division One North)
- 2014–2016: Isthmian League (Premier Division)
- 2016–2017: Isthmian League (Division One North)
- 2017–2018: Isthmian League (Division One South)
- 2018– : Isthmian League (South East Division)

Jednotlivé ročníky
Zdroj: 
Legenda: Z - zápasy, V - výhry, R - remízy, P - porážky, VG - vstřelené góly, OG - obdržené góly, +/- - rozdíl skóre, B - body, červené podbarvení - sestup, zelené podbarvení - postup, fialové podbarvení - reorganizace, změna skupiny či soutěže
| Sezóny  | Liga                                    | Úroveň | Z  | V  | R  | P  | VG  | OG  | +/- | B  | Pozice |
| ------- | --------------------------------------- | ------ | -- | -- | -- | -- | --- | --- | --- | -- | ------ |
| 2010/11 | Isthmian League (Division One North)    | 8      | 42 | 19 | 10 | 13 | 61  | 53  | +8  | 67 | 8.     |
| 2011/12 | Kent Football League (Premier Division) | 9      | 30 | 13 | 13 | 4  | 51  | 33  | +18 | 52 | 3.     |
| 2012/13 | Kent Football League (Premier Division) | 9      | 30 | 18 | 4  | 8  | 54  | 26  | +28 | 58 | 3.     |
| 2013/14 | Kent Football League (Premier Division) | 9      | 32 | 23 | 5  | 4  | 97  | 31  | +66 | 74 | 2.     |
| 2013/14 | Isthmian League (Division One North)    | 8      | 46 | 32 | 3  | 11 | 116 | 54  | +62 | 99 | 1.     |
| 2013/14 | Isthmian League (Premier Division)      | 7      | 46 | 14 | 11 | 21 | 53  | 70  | -17 | 53 | 18.    |
| 2014/15 | Isthmian League (Premier Division)      | 7      | 46 | 8  | 10 | 28 | 46  | 103 | -57 | 34 | 24.    |
| 2016/17 | Isthmian League (Division One North)    | 8      | 46 | 15 | 11 | 20 | 53  | 76  | -23 | 56 | 15.    |
| 2017/18 | Isthmian League (Division One South)    | 8      | 46 | 15 | 7  | 24 | 69  | 91  | -22 | 52 | 17.    |
| 2018/19 | Isthmian League (South East Division)   | 8      | 38 |    |    |    |     |     |     |    |        |